# Чичовци
„Чичовци“ е битово-хумористична повест на Иван Вазов от 1884-1885 г.
Повестта е публикувана в списание „Зора“, 1885 г. Тя е част от така наречените „Сопотски спомени“ на Вазов, в които влизат още разказът „Хаджи Ахил“, романът „Под игото“ и първата Вазова повест „Митрофан и Дормидолски“. Подзаглавието на творбата е Картинки от типове и нрави български в турско време. По-късно картинки е заменено с галерия.
В първото издание на повестта присъства мотото Див глог, питомно грозде не ражда. Този песимизъм ни води към идеята, че героите ще бъдат малките хора, обединени в социалната категория чичовци. Повестта комуникира с „Под игото“, тъй като голяма част от героите се пренасят по неговите страници. Мястото на действието и на двете е Сопот.
Тази повест е вид пародия на предосвобожденското българско общество, която пресъздава бита, мисленето и взаимоотношенията в един малък град от 60-те години на 19 век.

## Сюжет
Централен конфликт в повестта е враждата между двама съседи – Иван Селямсъза и Варлаам Копринарката. Вместо религиозното и героичното в центъра на творбата стои битовото. Сюжетът е организиран около мотива за родовата вражда. Повестта е близка по звучене с творчеството на руския писател Николай Гогол. Това най-ярко личи в използването на похвата проблематизиране на маловажното.

## Други
На „Чичовци“ е наречена улица в квартал „Симеоново“ в София (Карта).